# Gould Knoll
Der Gould Knoll ist ein hauptsächlich vereister und felsiger Hügel auf der Thurston-Insel vor der Eights-Küste des westantarktischen Ellsworthlands. Er ragt am Ostrand des Hale-Gletschers auf, wo letzterer in das Abbot-Schelfeis im Peacock-Sund mündet.
Das Advisory Committee on Antarctic Names benannte ihn 2003 nach William G. Gould von der National Oceanic and Atmospheric Administration, der zwischen den 1960er und 1990er Jahren an der Erstellung von hochauflösendem AVHRR-Kartenmaterial einschließlich solchem des antarktischen Kontinents beteiligt war.